# Mónica Prado
Mónica Prado (Ciudad de México, 18 de febrero de 1948) es una actriz mexicana de cine y televisión actualmente retirada del medio artístico; fue conocida por sus participaciones en diferentes películas de los años 70 y 80, como El futbolista fenómeno (1978), junto al comediante Adalberto Martínez "Resortes", La niña de la mochila azul (1979) y su secuela La niña de la mochila azul 2 (1981), ambas junto con los actores infantiles, Pedrito Fernández y María Rebeca.

## Biografía
Inició su carrera en cine a mediados de los años 70 participando en películas del cine mexicano; de su filmografía en cine destacan El ministro y yo (1976), al lado de Mario Moreno "Cantinflas", El guía de las turistas (1976), con Gaspar Henaine "Capulina", El futbolista fenómeno (1978), con Adalberto Martínez "Resortes", y los clásicos infantiles, La niña de la mochila azul (1979) y La niña de la mochila azul 2 (1981), donde interpretó a la madre del entonces niño Pedro Fernández junto con María Rebeca.
Durante la década del 70 destacó en las fotonovelas. 
Debutó en televisión en 1979 en la telenovela Honraras a los tuyos. 
Durante los años 80 y 90 realizó destacadas participaciones en producciones de Televisa entre las que destacan El hogar que yo robé, El cristal empañado, Vivo por Elena entre otras.
Realizó sus últimas actuaciones en 2001 en la telenovela María Belén y un año más tarde en un capítulo del unitario Mujer, casos de la vida real.

### Vida personal
Fue la esposa del músico tenor Alejandro Algara de quién enviudó en 2020.

## Filmografía

### Telenovelas
- María Belén (2001) -  Hilda Manríquez de Serrano[6]
- Soñadoras (1998-1999) - Mamá de Benjamín "El Terco"
- Vivo por Elena (1998) - Berta
- María Isabel (1997) - Lourdes
- Te sigo amando (1996-1997) - Estela Zaldívar
- El premio mayor (1995-1996) - Mamá de Mimí
- Más allá del puente (1993-1994) - Estela
- Amor de nadie (1990) - Cynthia
- El cristal empañado (1989) - Eugenia
- Vendedoras de Lafayette (1988) - Inés
- Cautiva (1986) - Sonia
- Los años pasan (1985) - Jayly
- Cuando los hijos se van (1983) - Susana
- Lo que el cielo no perdona (1982) - Martha
- El hogar que yo robé (1981) - Verónica
- Honrarás a los tuyos (1979)

### Series
- Mujer, casos de la vida real (1993-2002)
- Papá soltero (1992)

### Cine
- Encuentro sangriento (1994)
- Cándido de Día, Pérez de Noche (1992) - Sra. Beteta
- Cuna de campeones (1990)
- Ladrones y asesinos (1990)
- La verdad de la lucha (1990)
- Brillo mortal (1989)
- Casta de braceros (1989)
- Sabor a mí (1988) - Sexoservidora
- Luguer, el asesino del Paso (1987)
- Secuestro Sangriento (1985)
- Entre Hierba, Polvo y Plomo (1984)
- Por un Vestido de Novia (1983)
- Los renglones torcidos de Dios (1983) - Montserrat Castillo
- Las Modelos de Desnudos (1983)
- Fieras Contra Fieras (1982) - Alina
- Solo para damas (1981)
- Visita al Pasado (1981)
- La niña de la mochila azul 2 (1981) - Elena Palomares (mamá de Raúl)
- El sexo de los ricos (1981) - Rita
- El sátiro (1981)
- El fantasma del lago (1981) - Patricia Ruiz / Leonor
- Hijos de Tigre (1980) - Gloria
- El Apenitas (1980)
- Novia, esposa y amante (1980)
- La pistolera (1979)
- El futbolista fenómeno (1979) - Elvira
- La niña de la mochila azul (1979) - Elena Palomares (mamá de Raúl)
- La guerra de los pasteles (1979) - Hermana de Azucena
- Discoteca es amor (1979)
- La casa del pelícano (1978) - Aurelia
- El niño y el tiburón (1978)
- Cuchillo (1978)
- Dios los cría (1977) - Patricia
- El mexicano (1977)
- La puerta falsa (1977)
- Yo y Mi Mariachi (1976)
- El guía de las turistas (1976)
- El ministro y yo (1976) - Empleada de oficina
- El compadre mas padre (1976)
- El trinquetero (1976)
- Las fuerzas vivas (1975)
- El Padrino Es mi Compadre (1975)